# Bundesarbeitsgemeinschaft der Freien Wohlfahrtspflege
Die Bundesarbeitsgemeinschaft der Freien Wohlfahrtspflege e. V. (BAGFW) ist eine gemeinsame Arbeitsplattform der sechs Spitzenverbände der Freien Wohlfahrtspflege. Diese Spitzenverbände vertreten nach eigenen Angaben bundesweit über 90.000 Einrichtungen und Dienste mit über 1,3 Mio. Mitarbeitern und vielen ehrenamtlich Tätigen. 60 Prozent aller Erwerbstätigen der Freien Wohlfahrtspflege sind bei den konfessionellen Wohlfahrtsverbänden beschäftigt.

## Geschichte
Ab Mitte des 19. Jahrhunderts erfolgte die Gründung der Spitzenverbände, die auch heute noch die Strukturen der Freien Wohlfahrtspflege bestimmen. In den Jahren 1848 bis 1925 entstanden folgende Organisationen:
- Central-Ausschuß für die Innere Mission der Deutschen Evangelischen Kirche (1848) als Vorläufer des Diakonischen Werks der EKD (1957, heute Diakonie Deutschland)
- Deutscher Caritasverband (1897)
- Zentralwohlfahrtsstelle der deutschen Juden (1917)
- Arbeiterwohlfahrt (1919)
- Die „Vaterländischen Frauenvereine vom Roten Kreuz“ (1866) als Vorläufer des Deutschen Roten Kreuzes (1921)
- Deutscher Paritätischer Wohlfahrtsverband (1924)[2]

Der Zeitraum von 1933 von 1945 war auch für die Spitzenverbände mit schweren Repressionen verbunden. Die Machtübernahme durch die Nationalsozialisten führte dazu, dass die „Nationalsozialistische Volkswohlfahrt“ in der Liga der Freien Wohlfahrtspflege die führende Stellung übernahm. Leitende Persönlichkeiten des Paritätischen Wohlfahrtsverbandes legten von sich aus ihre Ämter nieder oder wurden gezwungen, aus ihren Positionen in den Verbandsorganen auszuscheiden. Im Jahr 1934 blieb der damaligen Mitgliederversammlung keine andere Wahl, als den Verband aufzulösen.
Nach dem Ende des Zweiten Weltkriegs führen die Verbände der Freien Wohlfahrtspflege ihre Arbeit fort bzw. gründen sich neu. Die drängenden Probleme der Flüchtlinge, Vertriebenen, Heimkehrer und Obdachlosen bestimmen die Arbeit der Wohlfahrtsverbände.
Mit der Gründung der Bundesrepublik Deutschland im Jahr 1949 und dem nachfolgenden wirtschaftlichen Wiederaufbau können sich die Verbände der Freien Wohlfahrtspflege wieder ihrem breiten Aufgabenspektrum zuwenden. Direktor der Bundesarbeitsgemeinschaft in Bonn war Karl-Heinz Thiel (* 1921).

## Organisation
Die sechs in der BAGFW organisierten sogenannten „Spitzenverbände der Freien Wohlfahrtspflege“ sind:
- Arbeiterwohlfahrt (AWO)
- Deutscher Caritasverband (DCV)
- Deutscher Paritätischer Wohlfahrtsverband (DER PARITÄTISCHE)
- Deutsches Rotes Kreuz (DRK)
- Diakonie Deutschland – Evangelischer Bundesverband der Evangelischen Kirche in Deutschland (DW der EKD)
- Zentralwohlfahrtsstelle der Juden in Deutschland (ZWST)

Alle zwei Jahre wechselt die Leitung der BAGFW, die in den Jahren 2023 und 2024 bei der Arbeiterwohlfahrt liegt. Präsident der Bundesarbeitsgemeinschaft der Freien Wohlfahrtspflege ist in dieser Zeit Michael Groß.

## Deutscher Sozialpreis

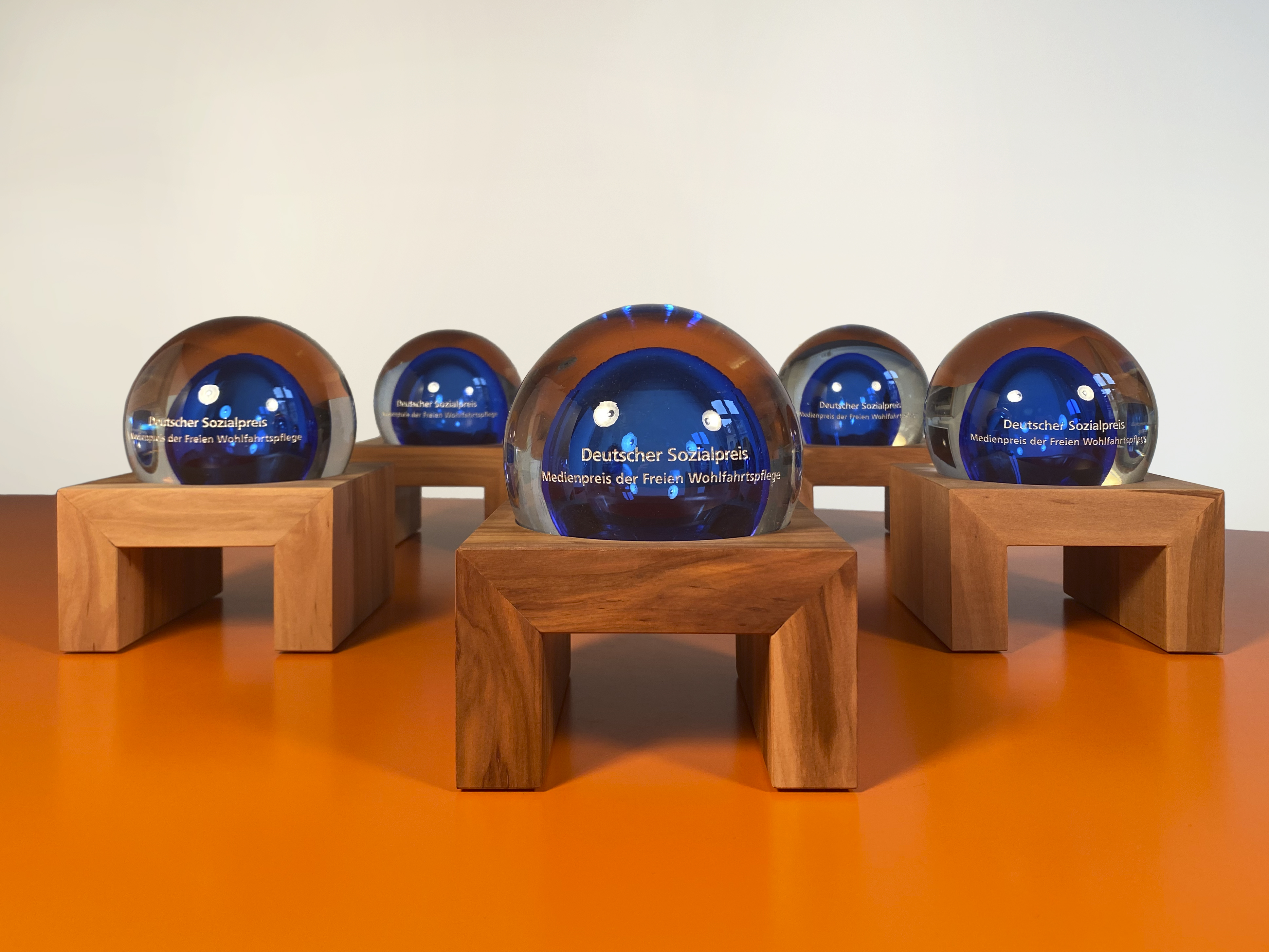
Deutscher Sozialpreis, Pokal

Der Deutsche Sozialpreis ist ein von der BAGFW seit 1971 jährlich vergebener Medienpreis für journalistische Arbeiten zu sozialen Themen. Er wird jeweils für die Sparten Hörfunk (seit 1971), Print, Fernsehen (beide seit 1973), und Online (seit 2017) verliehen. 1991 bis 1995 wurde er auch in der Sparte Sozial Fotografie vergeben.
Seit 2022 wird er nur noch in vier Kategorien verliehen: Text, Audio, Bewegtbild und Sonderpreis.

## Briefmarken
Die Spendenzuschläge der vom Bundesfinanzministerium herausgegebenen Weihnachtsmarken der Bundesrepublik Deutschland fließen der Bundesarbeitsgemeinschaft der Freien Wohlfahrtspflege zu.